# Nová říše
Nová říše je období dějin starověkého Egypta odpovídající době vlády 18. dynastie – 20. dynastie (přibližně 1550–1069 př. n. l.). Do této doby spadá amarnské období (1351–1333 př. n. l.), kdy vládl faraon Amenhotep IV. (Achnaton), a ramessovské období (1295–1096 př. n. l.), kdy vládli panovníci Sethi I. nebo II., Setnacht, Meremptah a zejména se jmény Ramesse. Období Nové říše následovalo po Druhé přechodné době a předcházelo Třetí přechodnou dobu.

## Politické dějiny
Na začátku tohoto období došlo ke znovusjednocení Egypta panovníky pocházejícími z hornoegyptského Vesetu (řecky Théby). Hyksósové, kteří ovládali asi 150 let Egypt (15. a 16. dynastie) byli vyhnáni Ahmosem I. Ten vyzbrojil armádu dokonalejšími zbraněmi, hyksóskými luky, válečnými vozy a bronzovými meči a s takto modernizovanou armádou vyhnal Hyksóse, kteří ovládali nilskou deltu, z Egypta. Jeho armády pronikly až na území dnešní Sýrie a také podnikal úspěšná tažení do Núbie.
Ahmose I. byl zakladatelem 18. dynastie. Jeho nástupcům se podařilo území Egypta rozšířit. Na jihu byla úplně podmaněna Núbie, na východě byly rozšířeny hranice až k Eufratu. Za vlády faraónů 18. dynastie tak Egypt dosáhl svého historicky největšího rozsahu a moci. Panovníci 18. a 19. dynastie bojovali s mitanskou a chetitskou říší. Zisk velkého počtu válečných zajatců, kteří byli používáni jako otroci, vedl ke vzniku nové sociální vrstvy, vrstvy otroků.
Kultovním centrem Egypta byl v této době Veset, kde byl uctíván bůh Amon, který byl spojen s bohem slunce Re. Vznikl tak Amon-Re. Koncem 18. dynastie se pokusil snížit moc kněží tohoto boha faraon Amenhotep IV. Zakázal jeho kult ve prospěch Atonu („sluneční kotouč“) a své jméno změnil z Amenhotep („což znamená „Amon je spokojen“) na Achnaton (ten, který jedná ve prospěch Atona). Nechal vybudovat nové hlavní město, které dostalo název Achetaton („obzor Atonův“), dnes známé jako El Amarna. Achetaton se stal náboženským střediskem Egypta a období vlády Achnatona se nazývá amarnským obdobím.
Po smrti Achnatona se zpět k moci dostali kněží boha Amon-Re a jméno Achnatona bylo stesáváno ze všech nápisů. Achnatonův nástupce Tutanchaton si změnil jméno na Tutanchamon a přestěhoval se s královským dvorem do Vesetu, který se stal opět náboženským střediskem Egypta.
Panovníci 19. a 20. dynastie, kteří panovali v tzv. ramessovském období byli silnými panovníky, ale za jejich vlády začaly napadat území Egypta Libyjci a narůstala sociální nespokojenost. Vzrůstala moc kněží Amonova chrámu a celkově byl Egypt oslaben. Postupně ztrácel svá území a nakonec došlo k jeho rozdrobení. Se smrtí Ramesse XI. kolem roku 1069 př. n. l. skončilo období Nové říše. Nastupující faraoni 21. dynastie byli formálně uznáváni panovníky celého Egypta, ale ve skutečnosti byla moc rozdělena mezi královský rod vládnoucí na severu Egypta a rod vojenských velitelů. Ti vládli z Vesetu a byly zároveň veleknězi Amonova chrámu.

## Významní panovníci a vývoj říše za jejich vlády

### 18. dynastie
Ahmose I.
Faraon Ahmose I., který je považován za zakladatele Nové říše, obnovil a opravil mnohé stavby pocházejícího ze Staré říše. Chrámy a budovy zničené Hyksósy byly znovu postaveny, byla obnovena opuštěná města a vyčištěny zanesené kanály. Centrem říše se stalo město Veset. Lidé nazývali jeho období vlády „zlatým věkem“.
Hatšepsovet
Hatšepsovet byla jedna z nejvýznamnějších královen Egypta. Původně byla pouze regentkou nezletilého Thutmose III., ale z regentství se později stala svrchovanou panovnicí Egypta a vládla přes 20 let. Nepodnikala válečná tažení, jako její předchůdci, místo nich dávala přednost obchodním výpravám. Její výpravy směřovaly nejen na Sinaj, ale i na Krétu a území dnešního Somálska. Mimo jiné královna horlivě obnovovala stavby zničené Hyksósy.
Její zádušní chrám leží v Karnaku naproti Amonovu chrámu, jehož některé části vznikly právě za jejího panování. Během její vlády nejsou záznamy o žádném povstání. Její vláda je začátkem vzchopení Egypta a počátkem jeho nového rozkvětu.
Thutmose III.

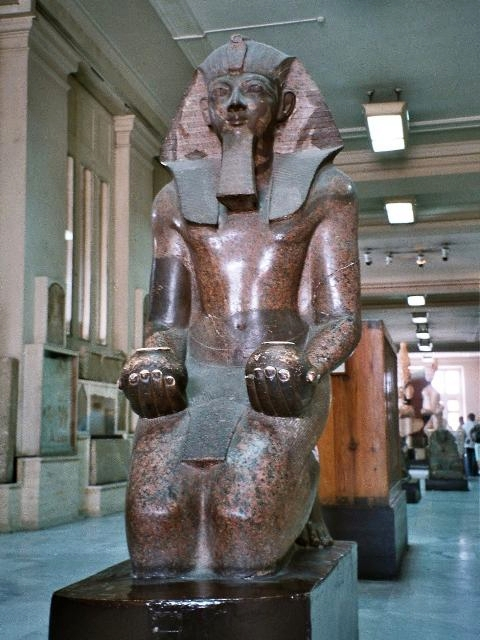
Granitová socha faraona Thutmose III. nacházející se v Egyptském muzeu v Káhiře.

Nastoupil po své regentce královně Hatšepsovet. Na rozdíl od ní podnikal Thutmose III. četná úspěšná vojenská tažení, jejichž výsledkem byl velký územní zisk na Sinajském poloostrově. Za vlády Thutmose III. dosáhl Egypt největšího územního rozmachu ve své historii. Získal pro Egypt Sýrii, ačkoliv se spojila s mocnou říší Mitanni, a dokonce překročil řeku Eufrat.
Amenhotep IV.
Amenhotep IV. neboli Achnaton se svou manželkou Nefertiti proslul v Egyptě především pokusem o velkou náboženskou reformu. Za jeho vlády velmi vzrostla moc kněží boha Amona. Faraon, aby moc kněží oslabil, přikázal uctívat jediného boha – boha slunce Atona. Aby dovršil reformu, změnil své jméno na Achnaton („prospěšný Atonovi“). Ovšem jinak se o státní záležitosti příliš nezajímal a Egypt tak přišel o svá spojenectví s říší Mitanni při králově nevůli poskytovat vojenskou pomoc svým spojencům proti rozpínavosti Chetitské říše a která si je také tímto podmanila.
Tutanchamon
Tutanchamon byl nástupcem svého otce Amenhotepa IV/Achnatona a když nastoupil na trůn bylo mu devět let (podle některých náznaků vládla po smrti Achnatona krátkou dobu jeho nevlastní matka jako faraon Nefernefruaton Smenchkare). Fakticky nikdy nevládl. O vládu se starali Tutanchamonův spoluvladař Aje II. a jeho zástupce vojevůdce Haremheb, kteří se po jeho smrti stali novými králi. Až Harembeb za své vlády se choval jako opravdový panovník, kdy zlikvidoval loupeživé bandy, tvrdě a důkladně potíral úřednickou korupci a nastolil v zemi nový pořádek.

### 19. dynastie
Ramesse II.
Jeho děd Ramesse I. nastoupil na trůn po Haremhebovi. Také podnikl četná tažení, z jeho panování je také známá první mírová smlouva uzavřená s chetitským králem. Po bitvě u Kadeše, která neměla jasného vítěze, spolu uzavřeli první dochovanou mírovou smlouvu. Oba panovníci po dobu svého panování tuto mírovou smlouvu do detailů dodržovali a dokonce ji stvrdili sňatkem. Ramesse si vzal dceru chetitského panovníka.

### 20. dynastie
Ramesse III.
Za panování Ramesse III. pustoší Egypt nájezdy mořských národů. S těmi faraon s vypětím všech sil bojuje a podaří se mu udržet samostatnost Egypta, dokonce mu padlo do rukou mnoho zajatců. Ty využil nejen jako otroky, ale i jako žoldnéře. Z ran utrpěných nájezdy a válkami s mořskými národy se Egypt již nevzpamatoval. V zemi narůstala anarchie, postupně se drolila. Nastupující faraoni neměli fakticky žádnou moc a vládli pouze v deltě Nilu. Formálně sice byli uznáváni na celém území, ale v podstatě se Egypt rozdrolil, což byl signál pro sousední panovníky, pro které nebylo těžké nejednotné území obsadit.